# Chronik der Stadt Düren/1851–1875
Diese Liste ist eine Teilliste der Chronik der Stadt Düren. Sie listet datierte Ereignisse von 1851 bis 1875 in Düren auf.

## 1851
- Gründung der „Rölsdorfer Bogenschützengesellschaft“.
- 1. März: 	Peter Josef Gohr kauft in Rölsdorf ein landwirtschaftlich genutztes Gebäude (Bardenbeg) und baut es zur Gaststätte um.
- 15. März: Verbindung der Telegrafenlinie Köln-Düren-Aachen mit den belgischen Linien.
- 26. Juli – 3. August: 350-Jahresfeier des Dürener Annafestes.
- September: Als zweite Dürener Zeitung erscheint der „Anzeiger für den Kreis Düren“.

## 1852
- Gründung der Flachsspinnerei Schoeller, Bücklers & Co.
- Mit dem Bau der Prämienstraßen Düren – Nideggen und Düren – Jülich wird begonnen (Vollendung 1855).
- Gründung des „Hospiziums des Gesellenvereins“ durch Adolph Kolping in Düren.
- Arnold Sturm richtet im Eckhaus Weierstraße/Marktplatz gegenüber dem Rathaus eine Postkutschenstation aus (später: Ratskeller). Später wurde daraus die Sturmsbrennerei, die danach zum „Sturmsberg“ (Frankenstraße) umzog.
- 15. März: Auflösung der Stadt Dürener Sparkasse (das Pfandhaus existierte noch bis 1867).
- 16. November: Erste zweispännige Personenpost Düren – Monschau.

## 1853
- Neubau des reformierten Pfarrhauses am Viehmarkt.
- 23. April: Die Firma Heinrich August Schoeller & Söhne errichtet zwischen der Rur und dem Krauthausener Felde eine eigene Gasbereitungsanstalt.

## 1854
- Die Omnibuslinie Düren – Köln wird eingerichtet.
- 1. April: Einrichtung einer täglichen zweisitzigen Personenpost Düren – Nideggen.
- 1. Juli: Die Teppichfabrik Gebrüder Schoeller wird gegründet.

## 1855
- Errichtung einer „Arbeiter-Pensions-Kasse“ in Düren.
- In Düren bestehen drei Wollfabriken, die den Grundstoff für englische Tuche herstellen.
- Baubeginn der Marienkapelle Ecke Monschauer Straße/Lendersdorfer Straße, genannt „Cohnens Kapellchen“, Fertigstellung 1860.
- 15. Juli: Erste dreispännige, zwölfsitzige Personenpost Düren – Köln.
- 1. Dezember: Eröffnung des ersten Waisenhauses in der Spülgasse, jetzt Waisenhausstraße. Es wird von drei Schwestern der Trierer Borromäerinnen betreut.
- 3. Dezember: Die Volkszählung ergab 8500 Einwohner.

## 1856
- 26. Mai: Die Dürener Aktiengesellschaft für Gasbeleuchtung wird gegründet und erhält das Recht, 25 Jahre lang die Straßen und Plätze mit Kohlegas zu beleuchten.
- In der Philippstraße 19 wird eine Telegraphenstation eröffnet.
- Eröffnung des Feinkostgeschäftes Trienes in der Oberstraße.

## 1857
- Die Prämienstraße Düren – Aldenhoven wird gebaut.
- 7. Mai: Aus dem Dürener Turnverein bildet sich ein besonderes Turnerbrandcorps auf freiwilliger Basis (bestand bis Ende der 1860er Jahre).
- 6. Juli: Die Dürener Bergbauschule, die 10 Jahre bestehen sollte, begann provisorisch mit dem Unterricht im Gasthof Pfälzer Hof und siedelte später zur Dürener Provinzial-Blindenanstalt um.
- 11. Oktober: Einweihung der Mariensäule auf dem Marktplatz.
- Die Maschinenfabrik P.J. Wolff & Söhne entsteht neben der Peschschule.

## 1858
- In Düren werden Agenturen der Königlichen Bank, später Preußischen Bank bzw. Deutschen Reichsbank, errichtet
- 1. Januar: Düren hat 8713 Einwohner in 867 Häusern, im Stadtgebiet gibt es 30 bäuerliche Betriebe.
- 17. August: Die Betriebserlaubnis für die Papierfabrik Walzmühle (Reflex) wird erteilt.
- 1. August: Seit diesem Tag fährt eine 2. tägliche Post nach Schleiden.
- 1. September: Betriebseröffnung der ersten öffentlichen Gasanstalt mit einem 8 km langen Rohrnetz.

## 1859
- 1. Juli: Die neue Prämienstraßen Düren – Erp und Düren – Lechenich werden dem Verkehr übergeben.
- 12. Juli: Spezialvertrag mit einigen Dürener Betrieben über die Abnahme von Gas.

## 1860
- Düren erhält die ersten drei Briefkästen.

## 1861
- 21. August – 4. September: Brigade- und Divisionsmanöver bei Düren.

## 1862
- Das Hospital der Elisabetherinnen wird geschlossen.
- 16. Januar: Auf dem Gelände des ehemaligen Franziskanerklosters Bethanien entsteht das erste städtische Krankenhaus.
- 6. März: Der Handelsminister entscheidet über den Bau der Bahnlinie Düren – Kall.
- 13. und 20. Juli: Vereinigung des 1835 gegründeten Bürgerschützenvereins mit der Ewaldus-Gilde.
- 28. Oktober: Dechant Vaßen weiht das neue Kloster und die neue Kirche der Cellitinnen in der Pletzergasse ein. Es wurde am 16. November 1944 zerstört und nicht wieder aufgebaut.
- 5. Dezember: Die Elisabeth-Blindenanstalt wird in die Obhut der Provinz übernommen.

## 1863
- Mai: Eröffnung der 'Schenkel-Schoellerschen Altersversorgungsan-stalt', heute 'Schenkel-Schoeller-Stift'.
- 23. August: Einweihung der Schützenhalle in Großtivoli, heute Stadtpark.

## 1864
- Düren hat 10.245 Einwohner in über 2000 Haushalten.
- 21. Juni: Eröffnung des städtischen Maria-Hilf-Hospitals im früheren Franziskanerkloster mit 40 Betten (Baubeginn 1862).
- Eröffnung des Dürener Güterbahnhofs im Wirtelfeld.
- Die Mohrenstraße (ab 6. Dezember 1888 Zehnthofstraße) wird in nördlicher Richtung zur heutigen Schenkelstraße durchgeführt.
- 1. Oktober: Übernahme der Gasanstalt durch die Stadt.
- 6. Oktober: Eröffnung der Bahnstrecke Düren – Euskirchen.

## 1864–1865
- Die Ursulinen bauen eine Klosterkirche und ein Kloster.

## 1865
- 13. März: Der spätere Heimatdichter Josef Schregel wird in Jülich, Herrenstraße 16, geboren. 1873 kam er nach Düren.
- 17. Oktober: Die Ursulinen beginnen mit dem Unterricht im neuen Haus in der Kölnstraße (später Gelände St. Peter Julian). Sie beziehen auch ihr neues Kloster. Es kostet 360.000 Mark.
- 13. Oktober: Gründung einer Darlehenskasse für den Kreis Düren.
- 23. November: Die Klosterkirche der Ursulinen in der Kölnstraße wird dem hl. Joseph geweiht.

## 1866
- 20. März: Die Dürener Bergbauschule wird wegen der Einstellung der Geldzuwendungen geschlossen.
- 19. Oktober: Die Stadtverordneten beschließen die Aufhebung des Pfandhauses.
- 31. Oktober: St. Nikolaus in Rölsdorf wird zur Pfarre erhoben; bisher gehörte Rölsdorf als Kapellengemeinde zur Pfarre St. Michael, Lendersdorf.

## 1867
- Beginn der Restaurierung der Marienkirche durch Heinrich Wiethase.
- 4. Oktober: Bis zu diesem Tag erkranken in Düren 72 Personen an Cholera, wovon 45 sterben.

## 1868
- Der erste Gasometer wird gebaut
- Abriss der Ursulinenkirche.
- Fertigstellung eines neuen Schlachthauses.
- Das Hotel Jägerhof in Rölsdorf wird gebaut.
- Das Kornhaus beherbergt bis 1888 die katholische Realschule.
- 19. April: Der Komponist, Dirigent und Generalintendant Max von Schillings wird in Gut Weyerhof in Gürzenich geboren (Bruder des Afrikaforschers Carl Georg Schillings). Er stirbt am 24. Juli 1933 in Berlin.
- 22. Juli: Die Stadtverordnetenversammlung beschließt die Anbringung von Straßenbenennungsschildern.
- 17. November: Kleineres Erdbeben.

## 1869
- Das bisherige Schlachthaus an der Holzstraße wird als Turnhalle genutzt.
- In Düren wird ein Verschönerungsverein gegründet
- Die Treppenstraße wird in Schenkelstraße umbenannt.
- Der bisherige hölzerne Oberbau der Rurbrücke wird durch einen Gewölbebau ersetzt.
- Die Zahl der Gaslaternen wird von 90 auf 150 erhöht.
- 23. Juni: Gründung der Zuckerfabrik Schoeller, Peill & Brockhoff.
- 1. September: Eröffnung der Bahnstrecke Düren–Neuss.
- 15. November: Gründung der Genossenschaftsbank Dürener Volksbank.

## 1870
- Das Rathaus erhält eine Freitreppe.
- Die ersten vier Öfen mit Gasheizung werden in Privathaushalten installiert.
- Düren hat 11.700 Einwohner.
- Neunummerierung der Häuser und erste Anbringung von Straßenbenennungsschildern (1868 vom Stadtrat beschlossen) bis 1871.
- Baubeginn der ersten Pfarrkirche St. Nikolaus in Rölsdorf in der Monschauer Straße (früher Oberstraße). Vorher Standort der Nikolauskapelle, jetzt Standort des Jugendheimes, Einweihung 1871.
- 3. Januar: Die Dürener Volksbank nimmt in einem Haus am Altenteich ihre Arbeit auf.
- 5.–11. November: Etwa 80.000 französische Kriegsgefangene fahren durch Düren.

## 1871
- Rölsdorf hat 98 Wohngebäude mit 719 Einwohnern
- 18. Januar: Gründung des „Deutschen Reiches“.
- 1. Februar: Gründung der Stadtbibliothek(Stadtbücherei) auf Anregung von Bürgermeister Hubert Jakob Werners.
- 278 Personen werden von einer Pockenepidemie befallen, 55 Personen sterben.
- 1. September: Hoesch zieht nach Dortmund und errichtet dort das Weltwerk Hoesch AG.
- Oktober: Im Städtischen Hospital wird eine Volksküche eingerichtet.
- 16. November: Bei einem Brand wird die Tuchfabrik Johann Peter Schoeller auf dem Viehmarkt (heute Kaiserplatz) völlig vernichtet.
- 1. Dezember: Bei der Volkszählung werden 1195 Wohnhäuser mit 12.862 Einwohnern ermittelt.
- 6. Dezember: Einweihung der ersten St. Nikolaus-Pfarrkirche in Rölsdorf, jetzt Monschauer Str. 175 (Abbruch 2. März 1958).

## 1872
- Die Dürener Bank zieht vom Altenteich zur Ecke Zehnthofstraße/Schenkelstraße um
- Gründung der Dürener Gemeinnützigen Baugesellschaft.
- 24. Mai: Gründungsversammlung der 1. Dürener Feuerwehr; das bisherige städtische Brandcorps wird zur Freiwilligen Feuerwehr umgebildet.
- 24. Mai: Einweihung der Synagoge in der Schützenstraße 20.
- 1. Juli: Gründung des Kriegervereins.
- 1. Oktober: Erstausgabe Dürener Zeitung.

## 1873
- Die Post bezieht ihr neues Amtsgebäude in der Eisenbahnstr. 36, später Kolpinghaus, heute Dürens Post Hotel.
- Nach 223 Jahren wird das Gasthauskloster der Elisabetherinnen geschlossen.
- Das Heilig-Geist-Haus wird abgerissen.
- In der Philippstraße wird ein Altersheim errichtet, welches die Elisabetherinnen übernehmen.
- 21. Juli: Aachener Elisabetherinnen übernehmen das Maria-Hilf-Krankenhaus von der Stadt.
- 1. Oktober: Einweihung der Bahnstrecke Düren – Jülich – Odenkirchen.
- 27. Oktober: Das neue Schiff der Distelrather Kapelle wird eingeweiht.
- November: Die Teppichfabrik Gebrüder Schoeller & Co. wird kaufmännisch von der Tuchfabrik getrennt und ins Dürener Handelsregister eingetragen. Der Anker wurde das Markenzeichen.

## 1874
- Februar: Die Dürener Industriellen stiften der Stadt eine Dampfspritze für die Feuerwehr.
- Errichtung eines reformierten Pfarrhauses westlich der Auferstehungskirche in der Schenkelstraße Nr. 3, wegen Straßenverbreiterung 1979 abgerissen.
- Es erkranken 470 Personen an Pocken, von denen 145 sterben.
- Einweihung des Dürener Hauptbahnhofes; die Haltestelle befand sich vorher in den Anlagen der jetzigen Langemarckstraße.
- 1. November: Der Friedhof in der Monschauer Straße (jetzt alter Friedhof) wird eingesegnet. Vorher befand sich der Friedhof neben der alten Nikolauskapelle.

## 1875
- Das Amtsgericht Düren zieht in das ehemalige Jesuitenkolleg an der Jesuitengasse ein.
- Erweiterung des städtischen Friedhofes in der Kölnstraße.
- Eine neue Fabrik für Kohlegas wird in der Eisenbahnstr., jetzt Josef-Schregel-Straße, eingeweiht.
- Am Großtivoli, jetzt Stadtpark, wird das erste Übungs- und Steigerhaus für die Feuerwehr errichtet.
- 1. Januar: Die erste Ausgabe der Roer-Zeitung erscheint.
- 22. Juli: Inbetriebnahme der neuen Gasfabrik an der Eisenbahnstraße.
- 1. Dezember: Bei der Volkszählung werden 14.488 Personen mit 1424 Häusern ermittelt.